# Oldřich Zezula
Oldřich Zezula (24. května 1907, Rataje – 29. června 1980, Kroměříž) byl český malíř, výtvarník a středoškolský učitel kreslení.

## Život

### Studium
Malování se věnoval od dětství. Ve čtyřech letech kopíroval obrázky Mikoláše Aleše a Josefa Lady z tehdejších kalendářů. Po studiích na reálce v Kroměříži maturoval na reálce v Jevíčku. V letech 1927–1929 studoval na Českém vysokém učení technickém v Praze, kde byl žákem u Oldřicha Blažíčka, prof. J. Folkmana a prof. arch. A. Vávry. Po dvou letech složil přijímací zkoušky na Akademii výtvarných umění v Praze. Studoval jednoletou přípravku u Josefa Loukoty a poté 3 roky všeobecnou školu a další 3 roky mistrovské školy u Jakuba Obrovského. Promoval 21. června 1935.
Poté si doplnil studie na Karlově univerzitě v Praze a byl prohlášen profesorem na bývalých středních školách. Aprobační vysvědčení obdržel 24. listopadu 1932.

### Profesní kariéra
Učil na reálce v Turnově 1932, a po roce 1934 na reálném gymnáziu v Příboře. Od roku 1939 učil na gymnáziu, sociálně zdravotní, pedagogické a na dalších vzdělávacích institucích v Kroměříži. Od roku 1958 učil na jedenáctileté střední škole v 6. až 9. postupném ročníku. Odešel do důchodu v roce 1967.
Zemřel v roce 1980 v Kroměříži a je pohřben na kroměřížském hřbitově.

### Výtvarník a malíř

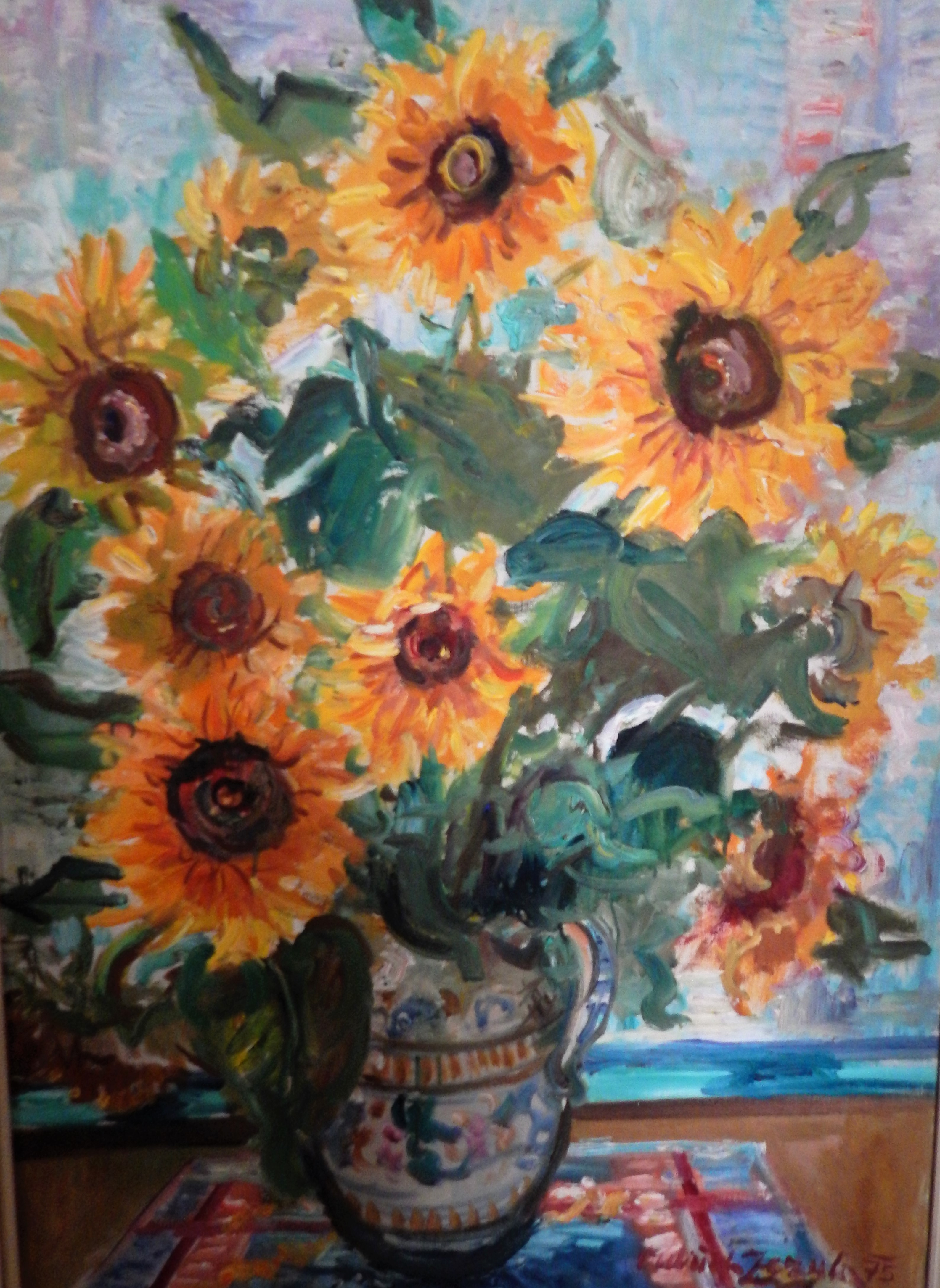
Kytice – slunečnice (olej na plátně)

Oldřich Zezula ve své výtvarné tvorbě vytvořil několik desítek uměleckých adres a diplomů pro různé významné osobnosti a pro různé příležitosti. Byl autorem plakátů (nejznámější k výstavě "100 let národního života v Kroměříži" konané v rámci oslav výročí zasedání říšského sněmu) a podílel se na řadě výtvarných zpracování výstav (např. Emil Axman v životě a díle) a expozic (např. literatury a hudby).
Akademický malíř Oldřich Zezula se věnoval hlavně krajinářství. Jeho doménou bylo především rodné Kroměřížsko. Proslavil se svými panoramatickými pohledy na Hanou z vrchu Barbořina, pohledy z kroměřížských parků, z nichž Podzámecká a Květná zahrada jsou spolu se zámkem památkou UNESCO. Jeho okruh zájmů však patřil i rodným Ratajím a oblasti Hané.
Větší počet obrazů vznikl v Beskydech, ale tvořil i v Krkonoších a dalších místech s bohatou a zajímavou scenérií v Čechách i na Moravě.
Jeho velkou inspirací byly české lázně, především Karlovy Vary. Mnoho podnětů pro svou tvorbu získal i v Mariánských Lázních a v Luhačovicích. Náměty mu nabídly i Slovensko, především oblast Spíše, Tater i východního Slovenska.
V závěru své tvorby se zaměřil na Prahu, která mu nabídla mnoho zajímavých malířských příležitostí. Oldřich Zezula byl i figuralistou-portrétistou a vedle desítek podobizen olejů byl známý svými úhlovými portréty významných osobností kulturního a politického života tehdejšího Československa. Součástí jeho tvorby představují obrazy s náměty květin inspirované oběma kroměřížskými zahradami.

## Dílo

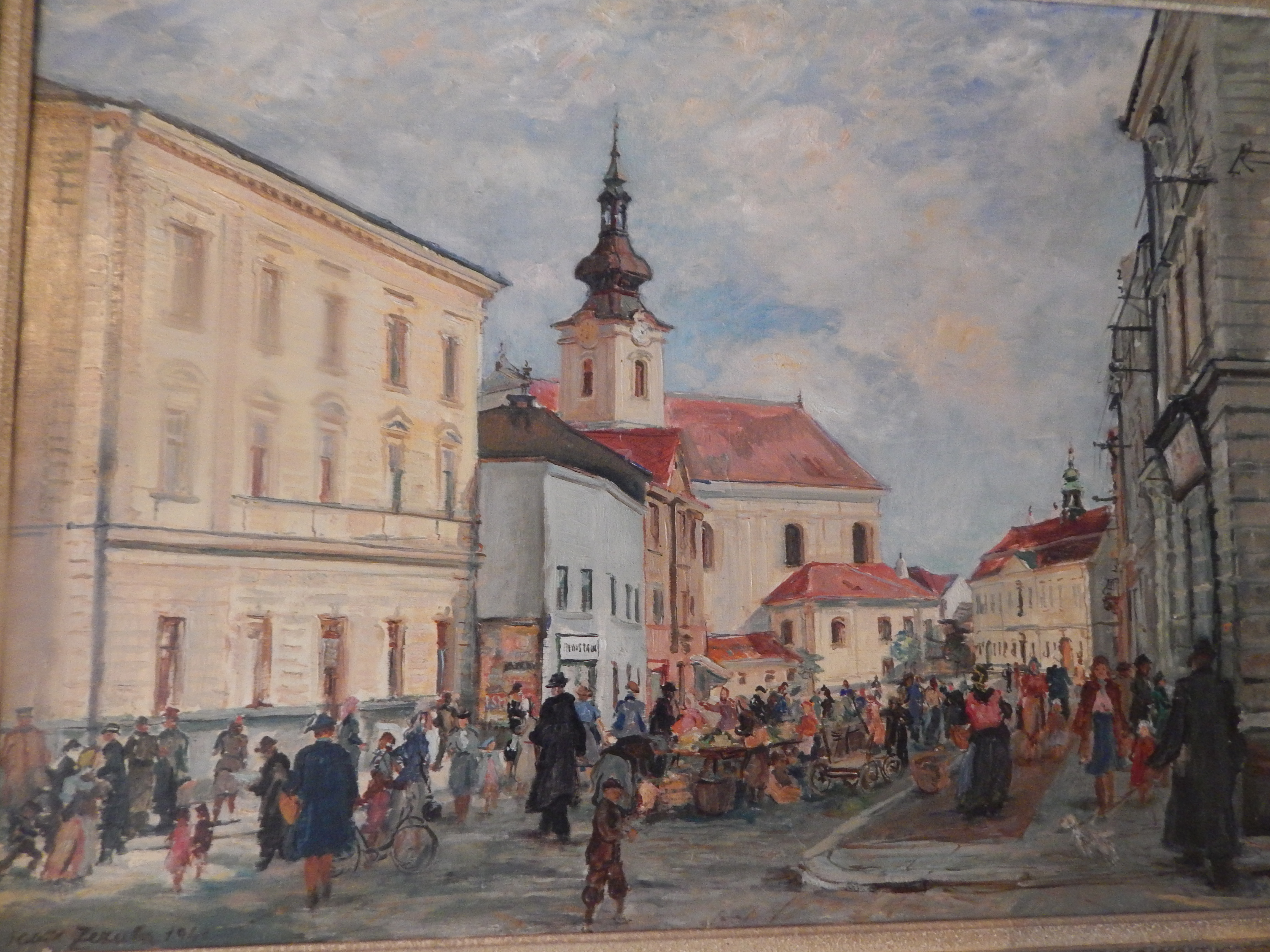
Kroměříž – Riegrovo náměstí

Oldřich Zezula je autorem stovek obrazů a dalších uměleckých děl. Jejich seznam je k dispozici v bakalářské práci Markéty Kropáčkové.

## Členství v profesních organizacích a spolcích
- Sdružení výtvarných umělců moravských
- Československý svaz výtvarných umělců

## Účast na výstavách (výběr)
- Výstava v Prombergově Salonu umění v Olomouci 1943, 1946[3]
- Výstava "100 let českého národního života", Kroměříž, 1948
- Celostátní výstava "Výtvarní umělci k II. všeodborovému sjezdu", Praha, U Hybernů, 1948-9
- Výstava "Výtvarníci gottwaldovského kraje ke 40. výročí VŘSR", Gottwaldov říjen, 1957
- Výstava "Moravští umělci", Dům umění, Gottwaldov, 1957
- Oldřich Zezula: Souborná výstava malířského díla k 50. narozeninám umělcovým. Kroměříž, 1957. http://baila.net/kniha/170743160/oldrich-zezula%5B%5D
- Souborná výstava životního díla v Uměleckém domě v Hodoníně, 1958
- Oldřich Zezula, (autorská) Dílo - podnik Českého fondu výtvarných umění, Gottwaldov (Zlín), 1960 http://www.isabart.org/person/43809/exhibitor
- Výstava československého výtvarného umění při světové výstavě v Montrealu, 1967
- Souborná výstava životního díla k šedesátinám, Dům kultury v Kroměříži, 1967
- Souborná výstava k 65. narozeninám v Díle ČFVU v Gottwaldově, 1972
- Praha - Kroměříž, Oldřich Zezula, Okresní muzeum Kroměříž, 1976 http://www.isabart.org/person/43809/exhibitor
- Oldřich Zezula:(autorská) Obrazy, Galerie U Řečických, Praha, 1977 http://www.isabart.org/person/43809/exhibitor